# Лученцо
Луис Филипе Оливейра (порт. Luís Filipe Oliveira, родился 27 мая 1983 года), также известный как Лученцо (порт. Lucenzo), — французский певец португальского происхождения, выступающий в жанре реггетон, и продюсер. Его родители — эмигранты из Португалии. Лученцо известен как автор танцевального хита «Vem Dançar Kuduro», записанного при участии американского рэпера Big Ali; адаптацию этой же песни записал пуэрто-риканский реггетон-исполнитель Дон Омар при участии Лученцо под названием «Danza Kuduro».

## Карьера
Дебютный сингл Лученцо вышел на лейбле Scopio Music в 2008 году — «Emigrante del mundo», в жанре регги/реггетон и на смешении языков. В 2009 году вышел «Dame reggaeton», а в 2010 году — главный хит Лученцо, «Vem Dançar Kuduro» при участии Big Ali на английском и португальском языках. Песня вошла в Топ-40 хит-парада Швейцарии (31-е место) 15 августа 2010 года вышла версия на испанском с участием Дона Омара и Лученцо под названием «Danza Kuduro», а 17 августа — видеоклип на испанскую версию. Сингл вошёл в сборник Дона Омара Meet the Orphans. 1 июля 2015 года вышла песня для португалоязычных слушателей «Vida Louca» как часть серии сборников VIDISCO, доступная на iTunes Portugal. В конце июля 2015 года Лученцо в рамках продвижения сингла выступил на телеканалах SIC, RTP и TVi, объяснив, что хотел представить сингл сначала на родине, а затем выпустить его версию для испаноязычной аудитории.

## Дискография

### Студийные альбомы
| Заглавие            | Детали                                                                          | Позиция в чарте | Позиция в чарте | Позиция в чарте | Позиция в чарте | Позиция в чарте |
| Заглавие            | Детали                                                                          | FRA             | AUT             | GER             | POR             | SWI             |
| ------------------- | ------------------------------------------------------------------------------- | --------------- | --------------- | --------------- | --------------- | --------------- |
| Emigrante del Mundo | - Выпущен: 30 сентября 2011 - Лейбл: Yanis, B1M1 - Формат: CD, digital download | 8               | 60              | 65              | 24              | 15              |

## Синглы

### Основной исполнитель
| Название                                                          | Год  | Позиция в чарте | Позиция в чарте | Позиция в чарте | Позиция в чарте | Позиция в чарте | Позиция в чарте | Позиция в чарте | Позиция в чарте | Альбом              |
| Название                                                          | Год  | FRA             | AUT             | DEN             | FIN             | NED             | NOR             | SWE             | SWI             | Альбом              |
| ----------------------------------------------------------------- | ---- | --------------- | --------------- | --------------- | --------------- | --------------- | --------------- | --------------- | --------------- | ------------------- |
| Emigrante del Mundo                                               | 2007 | —               | —               | —               | —               | —               | —               | —               | —               | Emigrante del Mundo |
| Vem Dançar Kuduro (feat. Big Ali)                                 | 2010 | 2               | —               | 14              | 12              | —               | 15              | 1               | 31              | Emigrante del Mundo |
| Baila Morena                                                      | 2010 | 9               | —               | —               | —               | —               | —               | —               | —               | Emigrante del Mundo |
| Wine It Up (feat. Sean Paul)                                      | 2012 | 33              | 34              | —               | 48              | 56              | —               | —               | 16              | Non-album single    |
| Obsesión (Tropical Family) (with Kenza Farah)                     | 2013 | 16              | —               | —               | —               | —               | —               | —               | —               | Tropical Family     |
| Vida Louca                                                        | 2015 | —               | —               | —               | —               | —               | —               | —               | —               | Non-album single    |
| Turn Me On                                                        | 2017 | —               | —               | —               | —               | —               | —               | —               | —               | Non-album single    |
| «—» означает, что сингл не был здесь выпущен или не попал в чарты |      |                 |                 |                 |                 |                 |                 |                 |                 |                     |

### Приглашённый исполнитель
| Название                                                                          | Год  | Позиция в чарте | Позиция в чарте | Позиция в чарте | Позиция в чарте | Позиция в чарте | Позиция в чарте | Позиция в чарте | Позиция в чарте | Позиция в чарте | Позиция в чарте | Статусы                                                                                 | Альбом           |
| Название                                                                          | Год  | AUT             | GER             | NL              | SPA             | SWI             | US Latin        | US Rhythm       | US Tropical     | US Latin Pop    | US              | Статусы                                                                                 | Альбом           |
| --------------------------------------------------------------------------------- | ---- | --------------- | --------------- | --------------- | --------------- | --------------- | --------------- | --------------- | --------------- | --------------- | --------------- | --------------------------------------------------------------------------------------- | ---------------- |
| Danza Kuduro (Don Omar feat. Lucenzo)                                             | 2010 | 1               | 1               | 1               | 1               | 1               | 1               | 1               | 1               | 1               | 82              | - US: 5× Platinum - GER: Platinum - ITA: 2× Platinum - SPA: 2× Platinum - SWI: Platinum | Meet the Orphans |
| Throw Your Hands Up (Dançar Kuduro) (Qwote feat. Pitbull and Lucenzo)             | 2011 | 3               | —               | —               | —               | —               | —               | —               | —               | —               | —               | - ARIA: 3× Platinum                                                                     | Non-album single |
| «—» denotes a recording that did not chart or was not released in that territory. |      |                 |                 |                 |                 |                 |                 |                 |                 |                 |                 |                                                                                         |                  |

## Награды

### 2011
Latin Billboard
- Latin Rhythm Airplay: Danza Kuduro (Don Omar feat. Lucenzo)

### 2012
Latin Billboard
- Latin Song of the Year (Vocal event): Danza Kuduro (Don Omar feat. Lucenzo)
- Latin Rhythm Airplay: Danza Kuduro (Don Omar feat. Lucenzo)
- Digital Song of the Year: Danza Kuduro (Don Omar feat. Lucenzo)

American Billboard
- Top Latin Song: Danza Kuduro (Don Omar feat. Lucenzo)